# Route der Industriekultur – Erzbahn-Emscherbruch

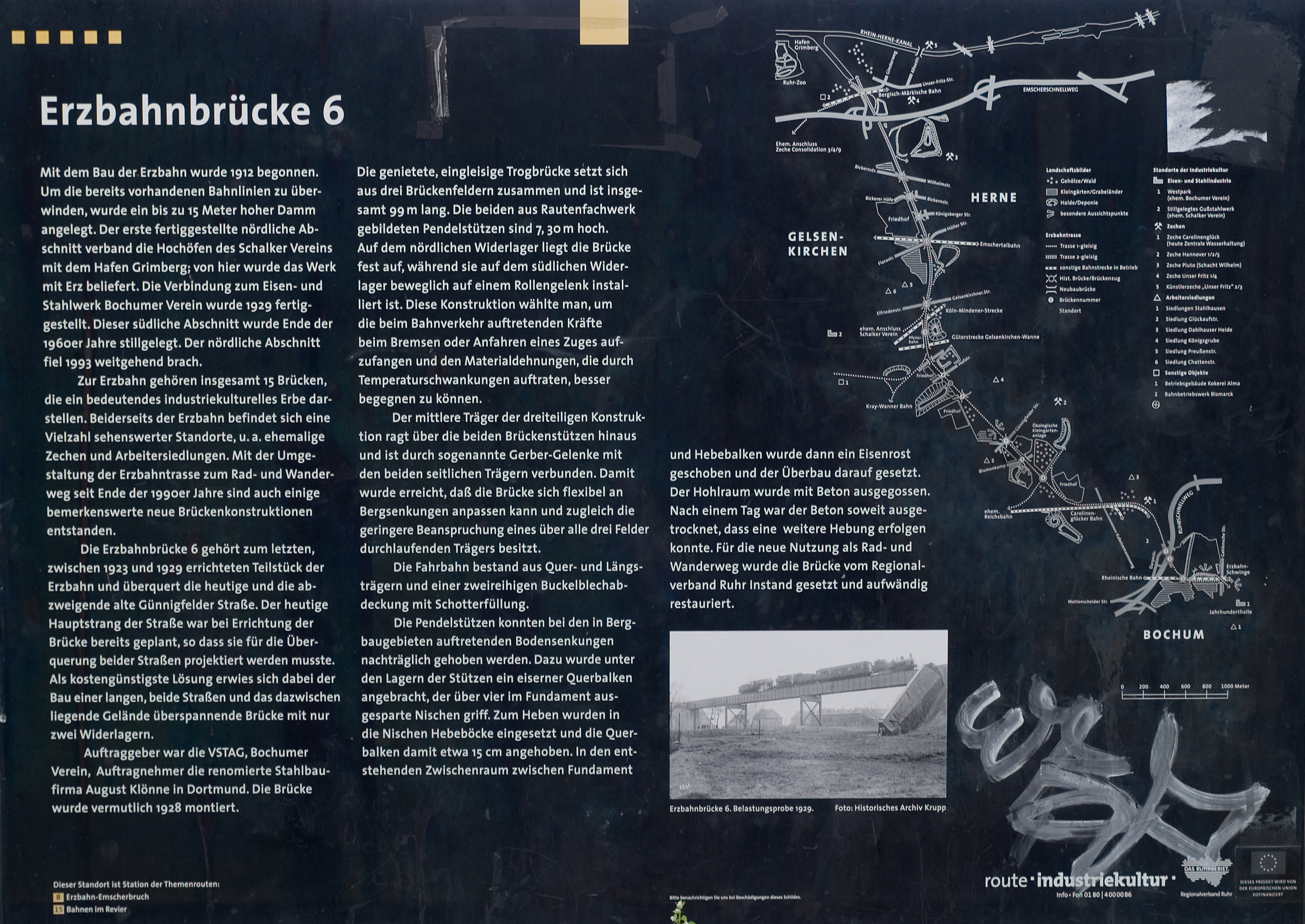
Infotafel des RVR mit Lageplan und Hintergrundinformationen, hier an der Erzbahnbrücke 6

Erzbahn Emscherbruch ist der Name der Themenroute 8 der Route der Industriekultur. 
Die Route besteht aus zwei Teilen, die seit 2009 mit der Grimberger Sichel, einer gebogenen Brücke über den Rhein-Herne-Kanal (RHK) miteinander verbunden sind:
- die ehemaligen Werks- und Zechenbahn Erzbahn zwischen dem Bochumer Verein (heute Westpark und Jahrhunderthalle) und dem Hafen Grimberg am RHK in Gelsenkirchen-Bismarck an der Grenze zu Herne-Wanne. Die Original-Erzbahntrasse ist ca. 9 km lang.
- der Emscherbruch nördlich des RHKs mit Stationen am Kanal und an den Halden Hoheward und Hoppenbruch.

2011 und 2020 veränderte der Regionalverband Ruhr seine Route, die Änderungen sind in kursiv dargestellt.

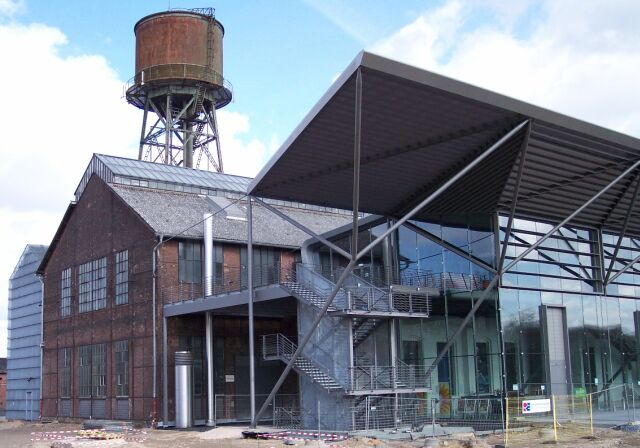
Jahrhunderthalle

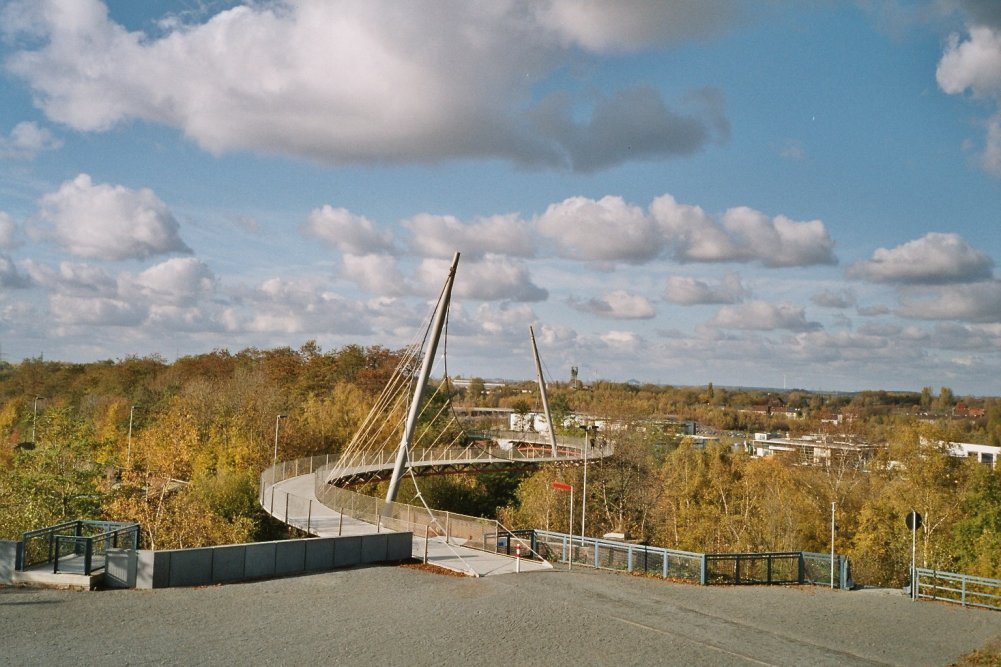
Erzbahnschwinge mit Radweg

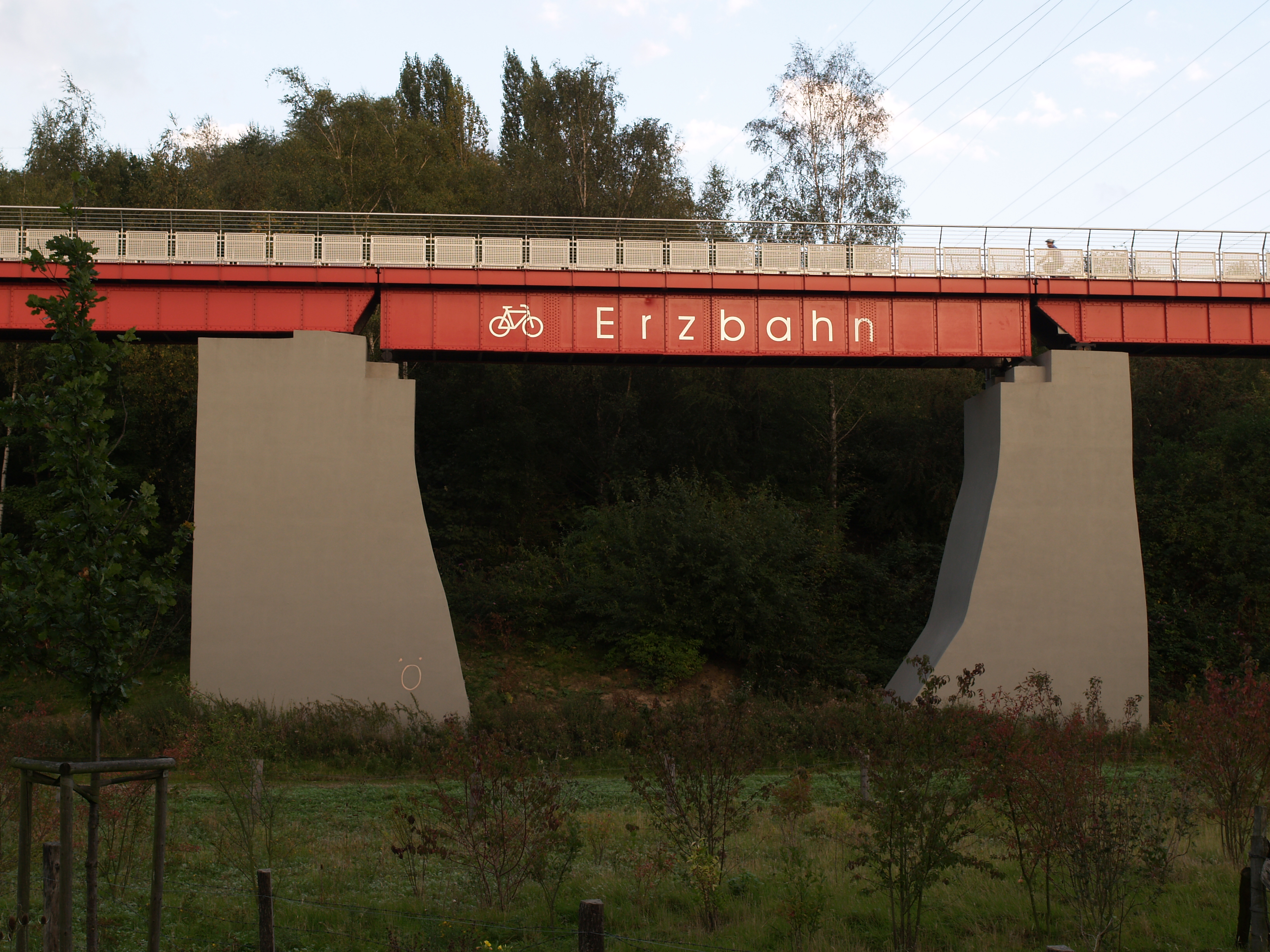
Teil der Pfeilerbrücke

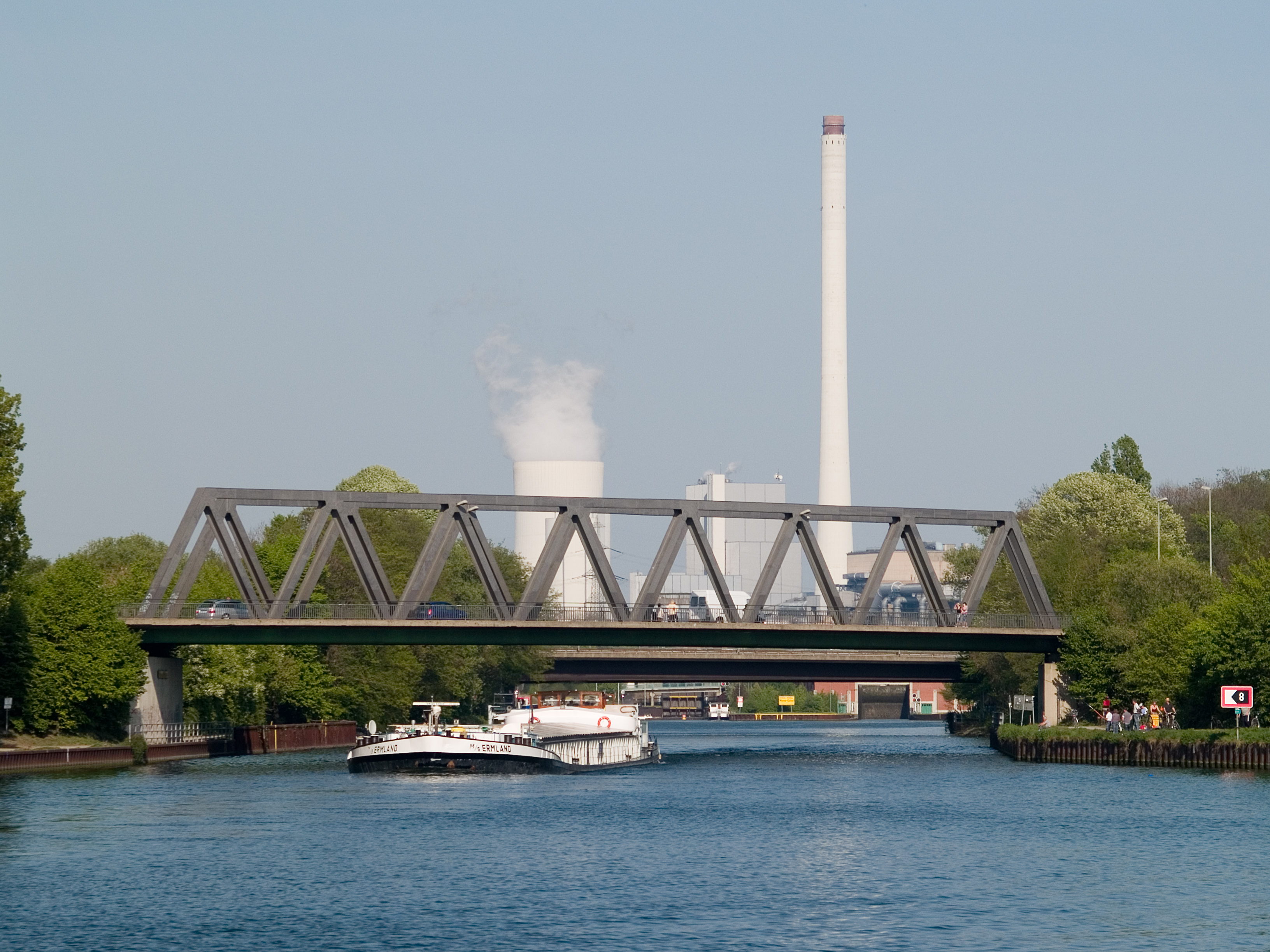
Rhein-Herne-Kanal in Wanne

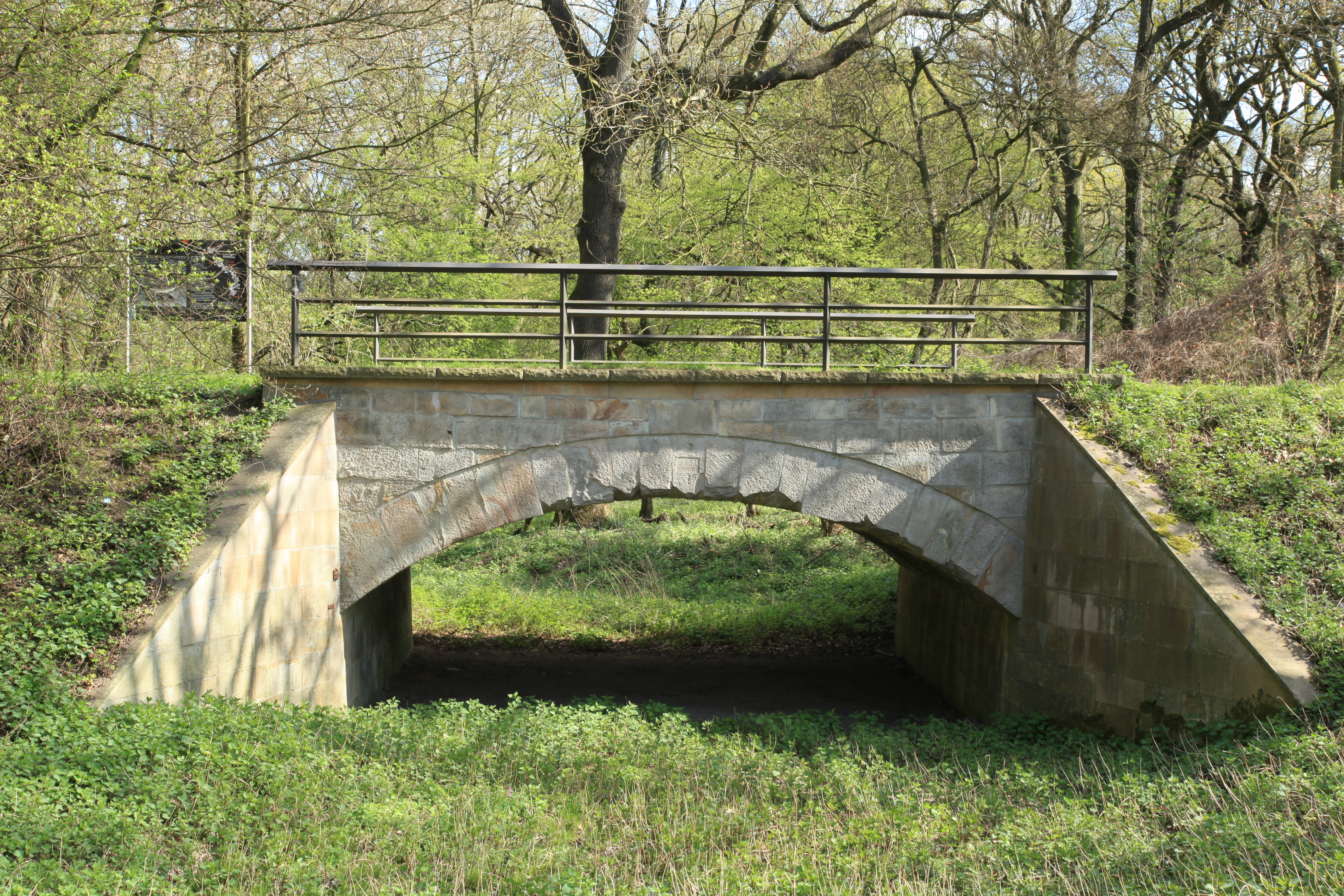
Die Fleuthe-Brücke

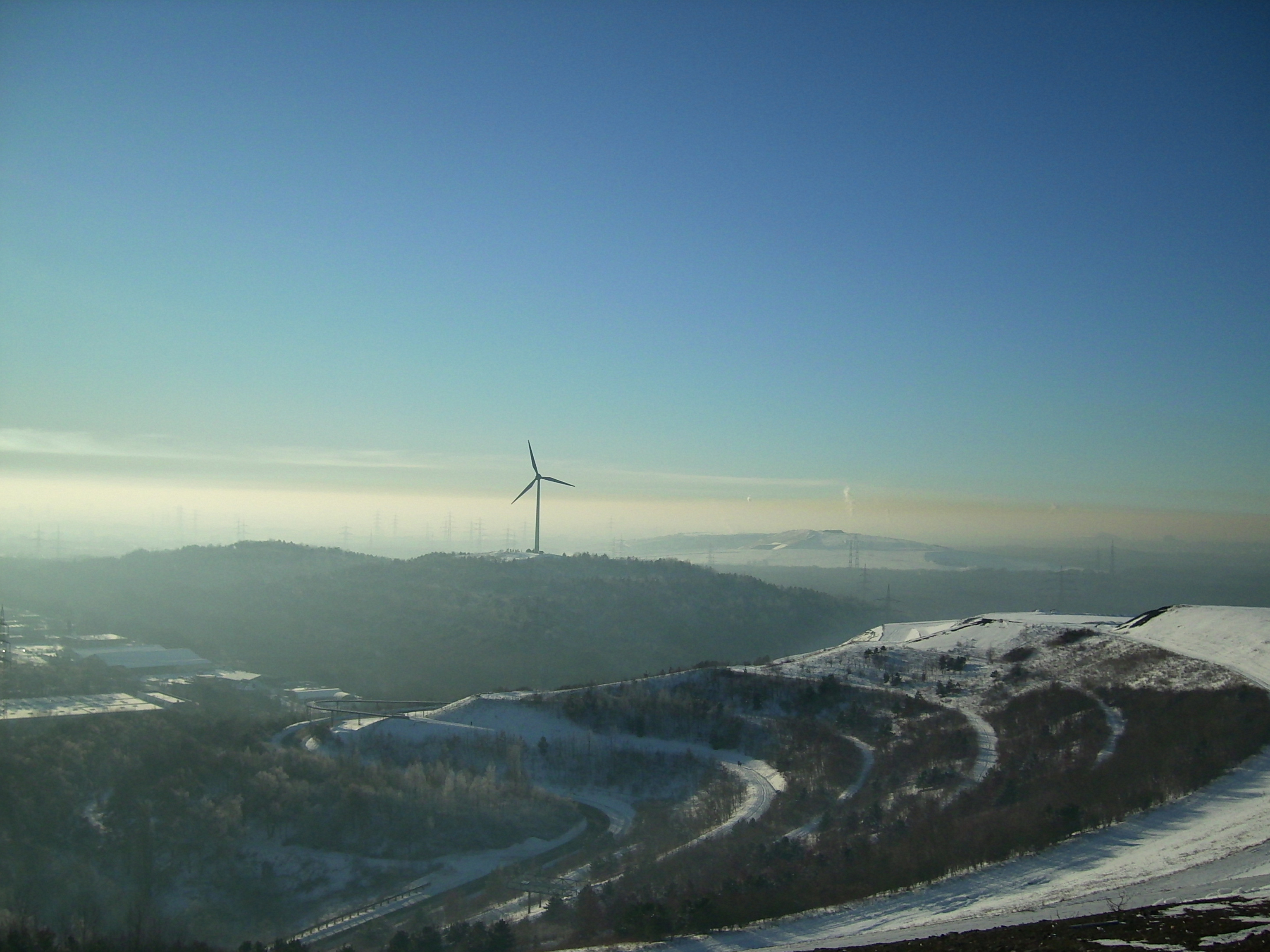
Windrad auf Hoppenbruch von Hoheward aus gesehen

Die Sehenswürdigkeiten der Route sind:
- Jahrhunderthalle (Bochum)
- Westpark
- Colosseum
- Mechanische Werkstätten des Bochumer Vereins (neu ab Anfang 2013)
- Siedlung Stahlhausen
- Bochumer Verein Verkehrstechnik
- Erzbahnschwinge
- Erzbahn (neu ab 2020)
- Glückauf-Siedlung
- Zeche Vereinigte Carolinenglück 2/3
- Epiphanias-Kirche – Autobahnkirche RUHR (neu ab Ende 2011)
- Siedlung Dahlhauser Heide
- Erzbahnbrücke 4
- Zeche Hannover 1/2/5
- Arbeiterhäuser Am Rübenkamp (neu ab Anfang 2013)
- Siedlung Königsgrube
- Erzbahnbrücke 6
- Kolonie Hannover (neu ab 2020)
- Erzbahnbrücke 9 – Pfeilerbrücke
- Kray–Wanner Bahn
- Kokerei Alma
- Torhäuser, Schalker Verein
- Siedlung Chatten-/Preußenstraße
- Erzbahnbrücke 10
- Erzbahnbrücke 11
- Erzbahnbrücke 13
- Erzbahnbrücke 14
- Zeche Pluto-Wilhelm
- Zeche Consolidation 3/4/9
- Zeche Graf Bismarck 1/4
- Bahnbetriebswerk Gelsenkirchen-Bismarck
- Hafen Grimberg
- Grimberger Sichel (seit Mitte 2010 unter diesem Namen in der Themenroute)
- Zeche Unser Fritz 1/4
- Heimatmuseum Unser Fritz
- Künstlerzeche Unser Fritz 2/3
- Rhein-Herne-Kanal
- Fleuthe-Brücke
- Hafen Wanne-West
- Schleuse Wanne-Eickel
- Trainingsbergwerk Recklinghausen
- Zeche Recklinghausen I
- Zeche Recklinghausen II
- Dreieck-Siedlung Hochlarmark
- Landschaftspark Hoheward mit den Halden Hoheward/Hoppenbruch
- Emscherbruch
- Zeche Ewald

Symbole der Route der Industriekultur: Besucherzentrum  Ankerpunkt  Panorama  Siedlung .
2020 wurde die Station Köln-Mindener Eisenbahnbrücke aus der Route entfernt.